# Prvenstvo nogometnog podsaveza Titograd 1958./59.
"Prvenstvo Titogradskog nogometnog podsaveza" je bila liga trećeg stupnja nogometnog prvenstva Jugoslavije u sezoni 1958./59. 
 Sudjelovalo je 6 klubova, a prvak je bila "Mladost" iz Titograda (danas Podgorica), koja se potom natjecala za prvaka Crne Gore.

## Ljestvica
| mj. | klub              | ut. | pob. | ner. | por. | gol+ | gol- | bod |
| --- | ----------------- | --- | ---- | ---- | ---- | ---- | ---- | --- |
| 1.  | Mladost Titograd  | 10  | 7    | 3    | 0    | 40   | 15   | 17  |
| 2.  | Sloga Danilovgrad | 10  | 6    | 2    | 2    | 26   | 8    | 14  |
| 3.  | Zora Spuž         | 10  | 6    | 1    | 3    | 21   | 14   | 13  |
| 4.  | Čelik Nikšić      | 10  | 4    | 2    | 4    | 22   | 16   | 10  |
| 5.  | Dečić Tuzi        | 10  | 1    | 1    | 8    | 16   | 36   | 3   |
| 6.  | Poštar Titograd   | 10  | 1    | 1    | 8    | 8    | 44   | 3   |

- Titograd – tadašnji naziv za Podgoricu

## Rezultatska križaljka
| kratica | klub              | ČEL | DEČ | MLA | POŠ | SLO | ZORA |
| --- | ----------------- | --- | --- | --- | --- | --- | ---- |
| ČEL | Čelik Nikšić      |     |     |     |     |     |      |
| DEČ | Dečić Tuzi        |     |     |     |     |     |      |
| MLA | Mladost Titograd  |     |     |     |     |     |      |
| POŠ | Poštar Titograd   |     |     |     |     |     |      |
| SLO | Sloga Danilovgrad |     |     |     |     |     |      |
| ZORA | Zora Spuž         |     |     |     |     |     |      |
| |                   |     |     |     |     |     |      |
| podebljan rezultat - utakmice od 1. do 5. kola (1. utakmica između klubova) rezultat normalne debljine - utakmice od 6. do 10. kola (2. utakmica između klubova) rezultat nakošen - nije vidljiv redoslijed odigravanja međusobnih utakmica iz dostupnih izvora rezultat nakošen i smanjen * - iz dostupnih izvora nije uočljiv domaćin susreta prekrižen rezultat - poništena ili brisana utakmica p - utakmica prekinuta 3:0 p.f. / 0:3 p.f. - rezultat 3:0 bez borbe n.i. - nije igrano |                   |     |     |     |     |     |      |

 Izvori: 

## Unutrašnje poveznice
- Crnogorska republička nogometna liga 1958./59.
- Prvenstvo nogometnog podsaveza Kotor 1958./59.
- Prvenstvo nogometnog podsaveza Bijelo Polje 1958./58.